# Överhörnäs
Överhörnäs är en tidigare tätort i Örnsköldsviks kommun, en mil söder om staden Örnsköldsvik, nära E4:an. Orten växte samman med tätorten Örnsköldsvik 2015.

## Befolkningsutveckling
| Befolkningsutvecklingen i Överhörnäs 1950–2010 | Befolkningsutvecklingen i Överhörnäs 1950–2010 | Befolkningsutvecklingen i Överhörnäs 1950–2010 | Befolkningsutvecklingen i Överhörnäs 1950–2010 | Befolkningsutvecklingen i Överhörnäs 1950–2010 |
| ---------------------------------------------- | ---------------------------------------------- | ---------------------------------------------- | ---------------------------------------------- | ---------------------------------------------- |
|                                                |                                                |                                                |                                                |                                                |
| År                                             |                                                |                                                | Folkmängd                                      | Areal (ha)                                     |
| 1950                                           | 1950                                           |                                                | 450                                            |                                                |
| 1960                                           | 1960                                           |                                                | 540                                            |                                                |
| 1965                                           | 1965                                           |                                                | 478                                            |                                                |
| 1970                                           | 1970                                           |                                                | 665                                            |                                                |
| 1975                                           | 1975                                           |                                                | 711                                            |                                                |
| 1980                                           | 1980                                           |                                                | 685                                            |                                                |
| 1990                                           | 1990                                           |                                                | 606                                            | 216                                            |
| 1995                                           | 1995                                           |                                                | 632                                            | 236                                            |
| 2000                                           | 2000                                           |                                                | 582                                            | 236                                            |
| 2005                                           | 2005                                           |                                                | 602                                            | 239                                            |
| 2010                                           | 2010                                           |                                                | 603                                            | 239                                            |
| Anm.: sammanvuxen 2015 med Örnsköldsvik        |                                                |                                                |                                                |                                                |

## Samhället
Bebyggelsen består till stor del av småhus byggda från 1950-talet till 1970-talet. På motsatt sida E4:an finns ett industriområde.